# Prostitution en Israël
La prostitution en Israël est légale, mais l'achat de services sexuels et la prostitution organisée sous forme de maisons closes et de proxénétisme sont interdits. La législation votée à la Knesset le 31 décembre 2018 qui criminalise les "clients" des prostituées est entrée en vigueur en mai 2020, et est réglementée depuis juillet 2020 par la loi israélienne sur l'abolition de la consommation de prostitution, qui prévoit des amendes pour la consommation de services de prostitution par un adulte. Cette législation fait d'Israël le dixième pays à adopter le "modèle nordique (en)". Le ministère des Affaires sociales et des Services sociaux (en) estime qu'il y a 14 000 prostituées dans le pays.
Le principal centre de prostitution en Israël est Tel-Aviv. On estime que 62 % des maisons closes et 48 % des salons de massage du pays se trouvent à Tel-Aviv. Le quartier chaud traditionnel de l'ancienne gare routière (en) fait l'objet de plusieurs opérations et fermetures en 2017, et le quartier est sujet à la gentrification,.

## Historique
La prostitution existe en Israël depuis les temps bibliques et est pratiquée à la fois par les femmes et les hommes. Il est alors conseillé aux gens de ne jamais se prostituer ni de placer leurs filles dans le commerce du sexe, car cela est considéré comme une "profession honteuse".
Au début du 19e siècle, les femmes juives d'Europe de l'Est sont bouleversées par l'effondrement économique. Beaucoup de ces femmes sont forcées ou contraintes à se prostituer ou à se prostituer, car c'est le seul moyen viable de subvenir à leurs besoins.
Dès la Première Guerre mondiale, la prostitution est bien établie à Tel-Aviv, Haïfa, Ramla et dans la plupart des autres villes. Les maisons closes appartiennent à la fois aux Juifs et aux Arabes. Les soldats britanniques accroissent la demande de prostitution dans les années 1930 et 1940. Tel-Aviv est considérée comme le centre du commerce du sexe au Moyen-Orient.
La prostitution est légalisée en Israël en 1949 en vertu de la loi sur la prostitution et l'abomination, la prostitution homosexuelle n'est légalisée qu'en 1954. Cependant, en 1962, la prostitution en intérieur, mais pas la prostitution de rue, est interdite et est contrôlée par la loi pénale israélienne de 1966, articles 199–202. Cependant, la prostitution en intérieur continue à prospérer. Ce n'est pas perçu comme un problème majeur jusqu'aux années 1970, et la politique de prostitution est décrite comme "négligence bénigne". Une enquête de 1975 recommande la légalisation, mais cela n'est pas mis en œuvre.
Dans les années 1990, comme dans d'autres pays, la traite des femmes devient un problème politique dans les mouvements de femmes en Israël, qui s'engagent dans un lobbying politique pour une action législative. En 2003, Israël adopte une loi qui permet à l'État de confisquer les profits des trafiquants, mais des groupes de surveillance affirment qu'elle est rarement appliquée.
En 2007, une interdiction de la publicité est débattue. En décembre 2009, un projet de loi interdisant l'achat de services sexuels est déposé au parlement israélien. En février 2012, un autre projet de loi reçoit l'approbation du Cabinet,.
En 2017, le "projet de loi sur l'interdiction pénale de la consommation de services de prostitution et de traitement communautaire" est présenté à la Knesset. Ce projet de loi criminalise l'achat de services sexuels et prévoit que le "client" paie une amende pour la prostituée. Un comité gouvernemental, dirigé par le directeur général du ministère de la Justice, Emmy Palmor, est mis en place pour trouver le meilleur modèle de criminalisation des "clients". En janvier 2018, ils signalent qu'ils ne se sont pas mis d'accord sur une méthode, mais recommandent finalement "que si l'utilisation de prostituées est considérée comme une infraction pénale, ils favorisent une criminalisation à grande échelle". Le projet de loi doit soumettre les personnes arrêtées pour prostitution à une amende pouvant aller jusqu'à 1 500 NIS pour avoir payé des services de prostitution, et 3 000 NIS si l'infraction est répétée dans les trois ans. L'accusé serait autorisé à contester l'amende et à être jugé s'il le souhaite, mais s'il est reconnu coupable, l'amende augmenterait jusqu'à 75 300 NIS.
Le 31 décembre 2018, le projet de loi est adopté, criminalisant les "clients sexuels", mais pas les prostituées. Il introduit une amende de 2 000 NIS pour les contrevenants, portée à 4 000 NIS pour les récidives dans les trois ans. Une éventuelle poursuite pénale contre des acheteurs de sexe peut entraîner une peine maximale de 75 300 NIS. Le ministère de la Justice peut rechercher des alternatives aux amendes, telles que les "écoles John (en)",. La loi prévoit en outre 90 000 000 NIS pour aider les prostituées à changer de carrière,.
Malgré le code pénal, le recours aux services d'une prostituée est largement légitime en Israël, et les normes sociales font la distinction entre prostitution et trafic.
En juillet 2020, le projet de loi entre en vigueur malgré les objections de certains bureaux gouvernementaux et groupes d'aide sociale, qui demandent un délai pour s'assurer que les programmes de réhabilitation du gouvernement sont prêts à aider les milliers de prostituées nouvellement sans emploi. Le ministère de la Sécurité publique demande également un délai, citant l'incapacité de la police à appliquer la nouvelle loi et l'échec du gouvernement à mettre en place des séminaires obligatoires pour les délinquants afin de les sensibiliser aux dangers de la prostitution, qui sont proposés en plus des amendes. Mais le ministre de la Justice Avi Nissenkorn rejette la demande de report.

## Économie
Le commerce du sexe en Israël génère jusqu'à 500 millions de dollars de revenus par an.

## Immigration
Israël compte un grand nombre d'immigrants russes, ukrainiens et d'Asie centrale non juifs. Les femmes immigrées incluent des prostituées, tandis que d'autres se tournent vers la prostitution en raison des difficultés économiques dans leur nouveau pays. La prostitution en Israël est dominée par les immigrés de l'ex-Union soviétique depuis l'immigration de masse dans les années 1990. Une étude publiée en 2005 trouve 1 000 prostituées russes, ukrainiennes et d'Asie centrale travaillant en Israël, principalement à Tel-Aviv et à Jérusalem. De 1991 à 1994, le nombre de "salons de massage" tenus par des immigrés russes, ukrainiens et centrasiatiques passe de 14 à 111.

## Politique
Divers groupes préconisent la légalisation de la prostitution ou la criminalisation des acheteurs. Les partis politiques religieux conservateurs s'opposent systématiquement à la légalisation pour des motifs d'immoralité.
Les femmes dirigeantes du pays œuvrent également pour réduire la prostitution et le trafic sexuel dans le pays avec le "modèle nordique", qui ne victimise pas les prostituées et interdit la vente de prostitution. Leur projet de loi doit parvenir au Comité ministériel israélien pour la législation vers la fin de 2018.

## Trafic sexuel
Selon les conclusions publiées en mars 2005 par une commission d'enquête parlementaire, entre 3 000 et 5 000 femmes sont introduites clandestinement en Israël et vendues à des fins de prostitution au cours des quatre années précédentes. La plupart des prostituées viennent d'Ukraine, de Moldavie, d'Ouzbékistan, de Chine et de Russie, et nombre d'entre elles passent clandestinement par l'Égypte,,.
En 2007, un rapport de la commission de la Knesset sur la condition de la femme signale que ces dernières années, le nombre de femmes victimes de la traite est tombé à moins de 1 000, bien qu'il y ait encore des rapports selon lesquels des femmes et d'autres personnes contraintes à la traite sont amenées par des manières plus secrètes,. En 2007, le Département d'État des États-Unis classe Israël au niveau 2 dans ses rapports annuels sur la traite des personnes, ce qui signifie qu'il ne respecte pas pleinement les normes pour l'élimination de la traite, mais qu'il fait des efforts importants pour le faire. En 2011, le pays est reclassé au "niveau 1".
Depuis 2010, aucun cas de traite d'êtres humains n'est signalé en Israël et seul un nombre limité de femmes sont amenées dans le pays pour se prostituer.
Une organisation qui s'appelle la "Task Force on Human Trafficking" affirme que les hommes, au total, visitent les maisons closes en Israël jusqu'à un million de fois par mois.